# Ensitellops tabula
Ensitellops tabula är en musselart som beskrevs av Olsson och Harbison 1953. Ensitellops tabula ingår i släktet Ensitellops och familjen Sportellidae. Inga underarter finns listade i Catalogue of Life.